# Bourne End (Buckinghamshire)
Bourne End – wieś w Anglii, w hrabstwie Buckinghamshire, w dystrykcie (unitary authority) Buckinghamshire. Leży 42 km na zachód od centrum Londynu. Miejscowość liczy 5320 mieszkańców.
W 1968 roku, zmarł tutaj Harry Freeman, mistrz olimpijski w hokeju na trawie z 1908 roku.